# Uzboi Vallis

Uzboi Vallis é um vale em Marte. Ele recebeu esse nome de um vale de um rio seco na antiga URSS, agora Turcomenistão.
O vale começa na borda norte da bacia Argyre, e corta diversas crateras, antes de acabar na cratera Holden.
Acredita-se que o Uzboi Vallis se formou da ação de água corrente. As camadas teriam se formado no leito de Uzboi Vallis quando a drenagem foi bloqueada pelo impacto que formou a cratera Holden a norte. Eventualmente o nível do lago na área de Uzboi Vallis subiu o bastante para transbordar as paredes da cratera Holden. A água então erodiu os depósitos expondo as camadas que permanecem até hoje. O sedimento que compõe as camadas parece ser áspero em tamanho. Então, eles provavelmente se formaram a partir de um fluxo rápido.   Pequenos sedimentos, como argila, geralmente só são depositados em águas extremamente calmas.